# Зарабатывая на жизнь
«Зарабатывая на жизнь» (англ. Making a Living, другие названия — A Busted Johnny / Doing His Best / Take My Picture / Troubles) — первый короткометражный фильм с участием Чарли Чаплина. Вышел на экраны 2 февраля 1914 года.

## Сюжет
Джонни, пройдоха и франт, занимает денег на покупку подарка красивой девушке у своего друга-журналиста. Друг Джонни собирается жениться на девушке, которой предназначается подарок. Несмотря на возмущения друга, Джонни не отказывается от намерения отбить у журналиста невесту. Он крадёт у друга фотоаппарат со снимками катастрофы и пытается продать их в редакцию. Заканчивается фильм погоней.

## Художественные особенности
Суетливый, грубо жестикулирующий молодой артист в своей первой роли у Саннета мало чем напоминал флегматичных персонажей комических пантомим Карно. А большие, свисающие усы и бачки, монокль и цилиндр, длинный сюртук и лакированные ботинки делали его почти антиподом будущего неизменного героя Чаплина.
— Кукаркин А. В. Чарли Чаплин. — 2-е изд.. — М.: Искусство, 1988. — С. 33—34.
Сам Чаплин не любил этот фильм. В своей автобиографии он охарактеризовал его так:

Сценария у нас не было. Это был не сюжетный, а скорее документальный фильм о печатной машине с несколькими комедийными эпизодами. Я напялил летний сюртук, цилиндр и приклеил огромные, загнутые кверху усы. Мы начали, и я почувствовал, что Лерман ищет каких-то комедийных поворотов. Поскольку я был в «Кистоуне» новым человеком, мне не терпелось дать свои предложения, чем я немедленно восстановил Лермана против себя. Эпизод разговора с редактором газеты я постарался расцветить всеми комическими эффектами, какие только успел придумать, и даже подсказывал другим актёрам, что надо делать. Фильм был отснят всего за три дня, и мне казалось, что он получился смешным. Однако, когда я увидел законченный фильм, у меня сердце облилось кровью — Лерман при монтаже искромсал его до неузнаваемости и беспощадно вырезал почти все мои находки.
Я никак не мог понять, зачем это ему было нужно. Впоследствии, через много лет, Генри Лерман признался, что сделал это умышленно, потому что, как он выразился, я слишком много себе позволял.

## В ролях
- Чарли Чаплин — Джонни

Вирджиния Кёртли, Элис Девенпорт и Чарли Чаплин

- Генри Лерман — журналист, друг Джонни
- Вирджиния Кёртли — девушка, в которую влюблены Джонни и журналист
- Элис Девенпорт — мать девушки
- Минта Дёрфи — хозяйка дома
- Честер Конклин — полицейский / бродяга
- Таммани Янг — зевака
- Чарльз Инсли — редактор